# Гебхардт IV (Лойхтенберг)
Гебхардт IV фон Лойхтенберг (на немски: Gebhard von Leuchtenberg; на латински: Gebhardus Lantgravius de Lukenberge; * 1210; † 21 август/2 септември 1279) е ландграф на Ландграфство Лойхтенберг (1244 – 1279) и господар на господство Валдек в Горен Пфалц.
Той е вторият син на ландграф Гебхардт III фон Лойхтенберг († 1244) и съпругата му Елизабет фон Цолерн-Нюрнберг († 1255), дъщеря на бургграф Фридрих I фон Нюрнберг и София фон Раабс.
Той залага и продава общото господство Валдек за 120 сребърни марки на по-големия си брат Фридрих II († 1284).
През 1268 г. баварският херцог Лудвиг II Строги обсажда безуспешно силния замък Лойхтенберг.

## Фамилия
Гебхардт IV се жени за Елизабет фон Ортенбург (* ок. 1215; † 1272), дъщеря на граф Хайнрих I фон Ортенбург († 1241) и съпругата му Божислава (Юта), принцеса от Бохемия (* сл. 1197), дъщеря на бохемския крал Отокар I Пршемисъл и Аделхайд фон Майсен. Те имат децата:
- Гебхардт VI (V) (* ок. 1230; † 1293), ландграф на Лойхтенберг-Фалкенберг (1279 – 1293), женен пр. 17 април 1280 г. за Юта фон Шлюселберг (1260 – 1309), дъщеря на Улрих фон Шлюселберг († 1288)
- Хайнрих I († сл. 8 ноември 1295), рицар на Немския орден 1291/1295.
- Фридрих IV (III) († сл. 1315), цистерциански монах в Алдерсбах 1307.
- Конрад († 25 юни сл. 1300), каноник в Регенсбург 1279/1300.
- дъщеря, омъжена за Йобст фон Абенсберг
- дъщеря